# Sayeret Matkal
Sayeret Mat'kal (סיירת מטכל) är en israelisk militär specialstyrka för spaning, rekognosering och antiterrorism. Den är den israeliske överbefälhavarens och generalstabens specialstyrka, med en uppbyggnad som liknar brittiska SAS. Namnets första del, Sayeret, betyder ”rekognosering” och den andra, Mat'kal, är kortformen för generalstaben. Styrkan sorterar under Agaf HaModiin (AMAN), som är en underrättelsesektion under generalstaben. Enheten har som motto ”De som vågar vinner” och kallas kongenialt för Enheten. Utbildningen är 20 månader.

## Bakgrund
Enheten bildades 1957 av Abraham Arnan, en major som stridit med elitstyrkan Palmach. År 1959 värvades Ehud Barak till enheten, som fyrtio år senare valdes till Israels premiärminister. Även Israels premiärminister, och Ehud Baraks framtida politiska motståndare, Benjamin Nethanyahu sökte sig till Sayeret Mat'kal när han tog värvning 1967. Barak ledde bland annat operation Isotop, som fritog gisslan på flygplanet under kapningen av Sabena Flight 571 i Tel Aviv 1972 där Nethanyahu var en av soldaterna.
De genomförde insatsen under Operation Entebbe 1976, då de räddade många människor under en flygplanskapning där planet landat i Uganda.